# Onoba filostria
Onoba filostria is een slakkensoort uit de familie van de Rissoidae. De wetenschappelijke naam van de soort is voor het eerst geldig gepubliceerd in 1912 door Melvill & Standen.